# Siechenkapelle (Rüttenscheid)

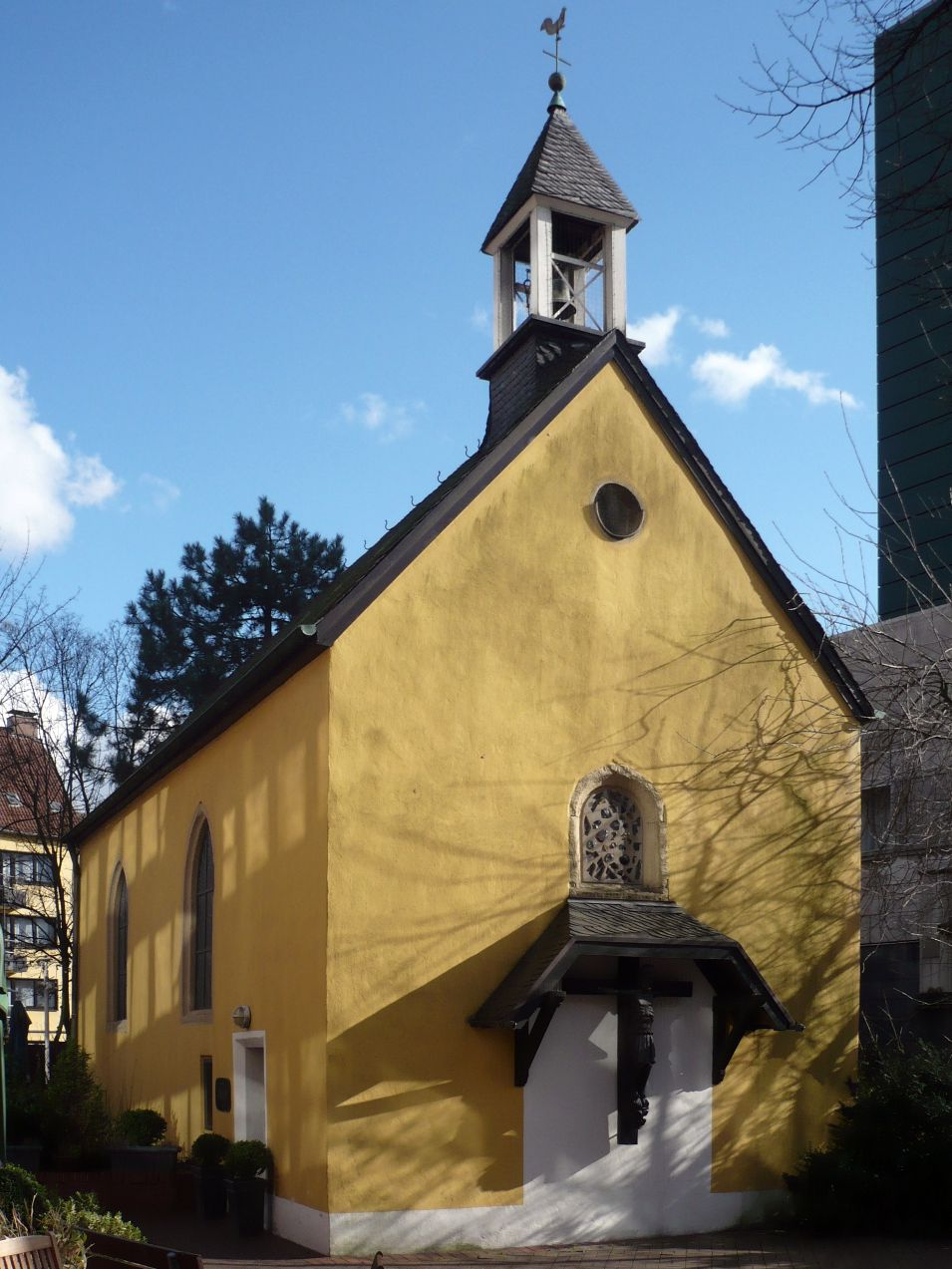
Siechenkapelle

Die Siechenhauskapelle ist ein denkmalgeschütztes, katholisches Kirchengebäude in Rüttenscheid, einem Stadtteil von Essen.

## Geschichte und Architektur
Nachdem durch Kreuzzüge und Wallfahrten die Lepra eingeschleppt worden war, wurde im 14. Jahrhundert bereits ein Siechenhaus als Orientierungspunkt genannt. Die älteste bekannte Stiftung dafür stammt aus dem Jahr 1410. Sie wurde zur Versorgung der Kranken als Siechen- oder Leprosenhaus außerhalb der Essener Stadtmauer mit Kapelle errichtet. Es sollten dort Kranke unterkommen, von denen die Städter Ansteckung annahmen. Es unterstand verwaltungsmäßig den Provisoren des Heiliggeisthospitals (am späteren Kopstadtplatz). 1488 übernahm diese Aufgabe ein eigener Provisor (Verwalter). Die Stiftung übernahm teilweise die Kosten zum Unterhalt des Gebäudes und eine Hälfte für die Seelmessen, die jedoch in der Heiliggeistkapelle gelesen und dort mit einer Geldgabe an die Insassen verknüpft wurden. Im Siechenhaus lebten neben den Kranken auch ein Hausmeister sowie ein oder mehrere Knechte und eine oder mehrere Mägde. Eine Art Hausordnung aus dem 15. Jahrhundert besagt, dass die Kranken ein Bett und Geschirr mitzubringen hatten und sich nach Möglichkeit in das Siechenhaus einkaufen mussten. Ihre Hinterlassenschaften mussten dem Haus zur Verfügung gestellt werden. Es machte keine größeren Vermögen durch Erben oder Stiftungsgelder. Rechnungen aus dem 16. Jahrhundert belegen, dass es zu dieser Zeit noch sieben Kranke im Siechenhaus gab. Im Jahr 1644 war es noch ein Aussätziger. Es ist nicht belegt, ob es eine Art ärztliche Versorgung gab, Heilung wurde nicht erwartet. Ab 1726 war das Leprosenhaus zu landwirtschaftlichen Zwecken und als Wohnhaus verpachtet. Von ihm ist heute nichts mehr erhalten.
Die zugehörige und heute erhaltene Siechenhauskapelle ist ein kleiner verputzter Saalbau, errichtet in der Zeit von 1426 bis 1445. Zweimal wöchentlich wurden hier Messen gelesen, was kleine Stiftungen eines Essener Priesters und eines Vikars erlaubten. Die Kapelle hat dreißig Sitzplätze und wurde in ihrer Form kaum verändert. Der Innenraum ist verputzt, unter das Satteldach wurde eine flache Holzdecke eingezogen. Der jeweilige Rektor war auch für die Seelsorge zuständig. Der Priester Josef Varnhorst ließ durch seine größere Stiftung 1476 eine Vikarie errichten, die mit einem Wohnhaus an der Kapelle und etwas Land verbunden war. Der durch den Bürgermeister und den Rat bestimmte Priester machte den Altardienst. Es war ein Mitglied der Familie Varnhorst dafür bestimmt, oder es musste mindestens ein Essener Bürger sein. Später waren es Mitglieder der mit Familie Varnhorst verschwägerten Familie Mittweg.
Bis zur Fertigstellung der Ludgeruskirche in Rüttenscheid 1890 blieb die durch einen hölzernen Anbau erweiterte Kapelle das einzige Gotteshaus der Pfarrei. Danach diente sie auch profanen Zwecken. Unter Leitung des Regierungsbaumeisters Emil Jung wurde die Kapelle 1932 umfassend renoviert, das Dach erneuert und der Innen- und Außenputz neu aufgebracht. Der Dachreiter wurde überholt und die Bänke überarbeitet. Die Glasfenster sind Arbeiten des Soester Künstlers Hans Kaiser.
Im Zweiten Weltkrieg wurde die Kapelle weitgehend zerstört und 1950/1951 auf Initiative des katholischen Akademikerverbandes wiederaufgebaut. 1971 eröffnete sie als Anbetungskapelle. Nach neuerlicher, grundlegender Renovierung ist die Kapelle im Oktober 2009 wieder ihrer Bestimmung übergeben worden. Dabei wich der ehemalige weiße Anstrich dem heutigen charakteristischen Gelb.

## Ausstattung
Der Altar von 1629 mit lateinischer Inschrift zeigte ein Siechenmädchen. Der neue Altar ist eine Arbeit des Bildhauers Johannes Niemeyer aus Wiedenbrück. Für den Tabernakel, das Altarkreuz und den Standleuchter verwendete Niemeyer, soweit möglich, Stücke der im Krieg zerstörten Gegenstände. In den Trümmern der von Bomben zerstörten Nachbarschaft fand sich der kupfervergoldete Dachreiterhahn von 1758 wieder.  Hinter einem Schutzgitter steht eine mittelalterliche Pietà.
Die von Hand geläutete Bronzeglocke aus dem Jahr 1738 ist etwa 40 Kilogramm schwer. Nachdem sie einen senkrechten Riss aufwies und der Klöppel abriss, als gerade Bischof Luthe anwesend war, läutete sie seit 2002 nicht mehr. Sie wurde bei einer Firma in Nördlingen geschweißt und im August 2012 wieder eingehängt.
Seit 1985 steht die Siechenkapelle unter Denkmalschutz.